# Frans De Hoon
Frans De Hoon (Ekeren, 2 augustus 1918 - Schoten, 8 april 1999) was actief in Verdinaso, collaborateur tijdens de Tweede Wereldoorlog en Europees voorvechter nadien.

## Levensloop
Frans De Hoon was een zoon van schrijnwerker Constant De Hoon en van Maria Houtermans. De ouders waren katholiek, maar doopten hun zoon niet. Het gezin (de ouders en drie kinderen), was gematigd katholiek, liberaal en Vlaamsgezind. Toen hij zijn eigen keuzes kon maken, sloot Frans zich aan bij het Verdinaso, meer bepaald bij het Jong Dinaso.
In 1939 werd hij gemobiliseerd in het 7de Linieregiment, dat het Albertkanaal moest verdedigen. Weinige dagen na de Duitse inval van 10 mei 1940 was hij al krijgsgevangen en keerde pas in januari 1941 naar Antwerpen terug. Hij trouwde er nog dat jaar met Alice Schoen, die uit een communistisch gezin stamde, en ze gingen in Merksem wonen.

## Collaboratie
Onmiddellijk na zijn terugkeer interesseerde De Hoon zich voor de Algemeene SS-Vlaanderen en in september 1941 liet hij zich inlijven, op aansporen van de vroegere Dinaso-ideoloog Jozef De Langhe, medeoprichter en plaatsvervangend leider van de Algemeene SS-Vlaanderen. De Hoon werd ook lid van de zusterorganisatie DeVlag en binnen deze organisatie werkte hij vanaf april 1942 voor het departement 'Organisatie', als hoofddienstleider voor de ledenadministratie. Het ledenaantal werd op kunstmatige wijze opgedreven. Zo werden  alle arbeiders verplicht aangesloten die werkten in bedrijven die voor de bezetter werkten. Hij was ook organisatieleider voor de werking van het Gewest Scheldeland III van de DeVlag. Hij werd ook regelmatige medewerker aan het blad van de DeVlag, Balming.
Het was door zijn bijdragen in Balming en de voorbereiding ervan dat De Hoon begeesterd werd door de Rijksgedachte. Die 'Rijksgedachte', gepropageerd door de DeVlag, ging ervan uit dat volkeren niet gedefinieerd werden door kunstmatige staatsgrenzen maar door 'bloedgemeenschap' en dat dit voor het geheel van het Duitse volk moest gebeuren binnen een groot rijk, onder leiding van nazi-Duitsland. In de ogen van de DeVlag maakte Vlaanderen deel uit van de Germaanse volksgemeenschap. Daar werd De Hoon een aanhanger van.

## Na de oorlog
Bij de Bevrijding dook hij onder, maar op 6 juni 1945 werd hij vooralsnog gearresteerd. Hij werd veroordeeld tot 25 jaar gevangenis, in 1946 teruggebracht tot 20 jaar en in 1949 tot 15 jaar. Hij ging in de mijnen van Zwartberg werken, wat een positief element was voor strafvermindering en hem tevens toeliet voldoende te verdienen om zijn jong gezin te onderhouden. In 1950 kwam hij voorwaardelijk vrij. Hij schoolde zich tevens bij in elektro- en radiotechniek. Na zijn vrijlating verhuisde het gezin eerst naar Hasselt en vervolgens naar Halle. Hij werkte er als radio- en televisietechnicus, eerst in loondienst en later met een eigen zaak.
Vanaf 1965 sloot De Hoon zich aan bij de Beweging voor de Verenigde Staten van Europa (BVSE). In een federaal Europa herkende hij veel van de 'Europese Rijksgedachte'. In de Beweging ontmoette hij heel wat vroegere Verdinasoleden, in de eerste plaats Walter Kunnen. Hij werkte actief mee aan Europa Eén, het tijdschrift van de Beweging. Hij bleef actief meewerken tot in 1979. Hij werd ook actief in zogenaamde solidaristische organisaties, zoals  het 'Verbond Recht en Orde' (1965-1966) en 'Solidaristische Beweging' (1975-1979). Hij begon ook actief te publiceren, in de eerste plaats door het inzenden van lezersbrieven in 't Pallieterke, waar volgens hem door Arthur De Bruyne en anderen vergissingen werden neergeschreven.
In 1977 werd hij lid van de door Lode Claes, Luc Pauwels en Walter Kunnen opgerichte Vlaamse Volkspartij, ontstaan omwille van de oppositie tegen het Egmontpact en als afscheuring van de Volksunie. In 1979 werkte hij mee aan de verkiezingscampagne voor het Europees Parlement, die echter voor de jonge partij op een fiasco uitdraaide (1,4 % van de stemmen) en op het opdoeken ervan uitdraaide. Hetzelfde jaar stichtte hij samen met Luc Pauwels het tijdschrift Teksten, Kommentaren en Studies (Tekos) en behoorde jaren tot de kernredactie van deze spreekbuis van Nieuw Rechts in Vlaanderen.
Hij leverde ook bijdragen aan
- Periodiek Contact, het tijdschrift van 'Hertog Jan van Brabant', een vereniging van Oud-Oostfronters, terwijl hij ook lid was van het concurrerende 'Sint-Maartensfonds'.
- Wachtpost, het tijdschrift van de vriendenkring van voormalige collaborerende Fabriekswachters en Wachtbrigades.
- Het ledenblad van de culturele vereniging 'Alice Nahonkring' in Schoten.
- Branding, het tijdschrift van de Nationalistische Studentenvereniging (NSV).

In zijn geschriften nam hij nauwelijks afstand van het nationaalsocialistisch gedachtegoed en drukte hij ook zijn scepticisme uit over de Holocaust. De meest voorkomende thema's waren Europa (en de Duitse rol hierin), de Rijksgedachte en zijn vernieuwde vorm als federaal Europa, de apologie van de collaboratie.
Toen hij met pensioen ging in 1980 verhuisde hij naar Schoten. Hij werd er in 1981 uitgebreid geïnterviewd door Maurice De Wilde voor het tv-programma over De Nieuwe Orde.

## Publicatie
- Tussen deemstering en morgenrood. Konservatieve overwegingen, Tekos, bundeling van een aantal bijdragen van De Hoon.